# Walter Long
Walter Huntley Long (5 de marzo de 1879-4 de julio de 1952) fue un actor cinematográfico de carácter de nacionalidad estadounidense.

## Biografía

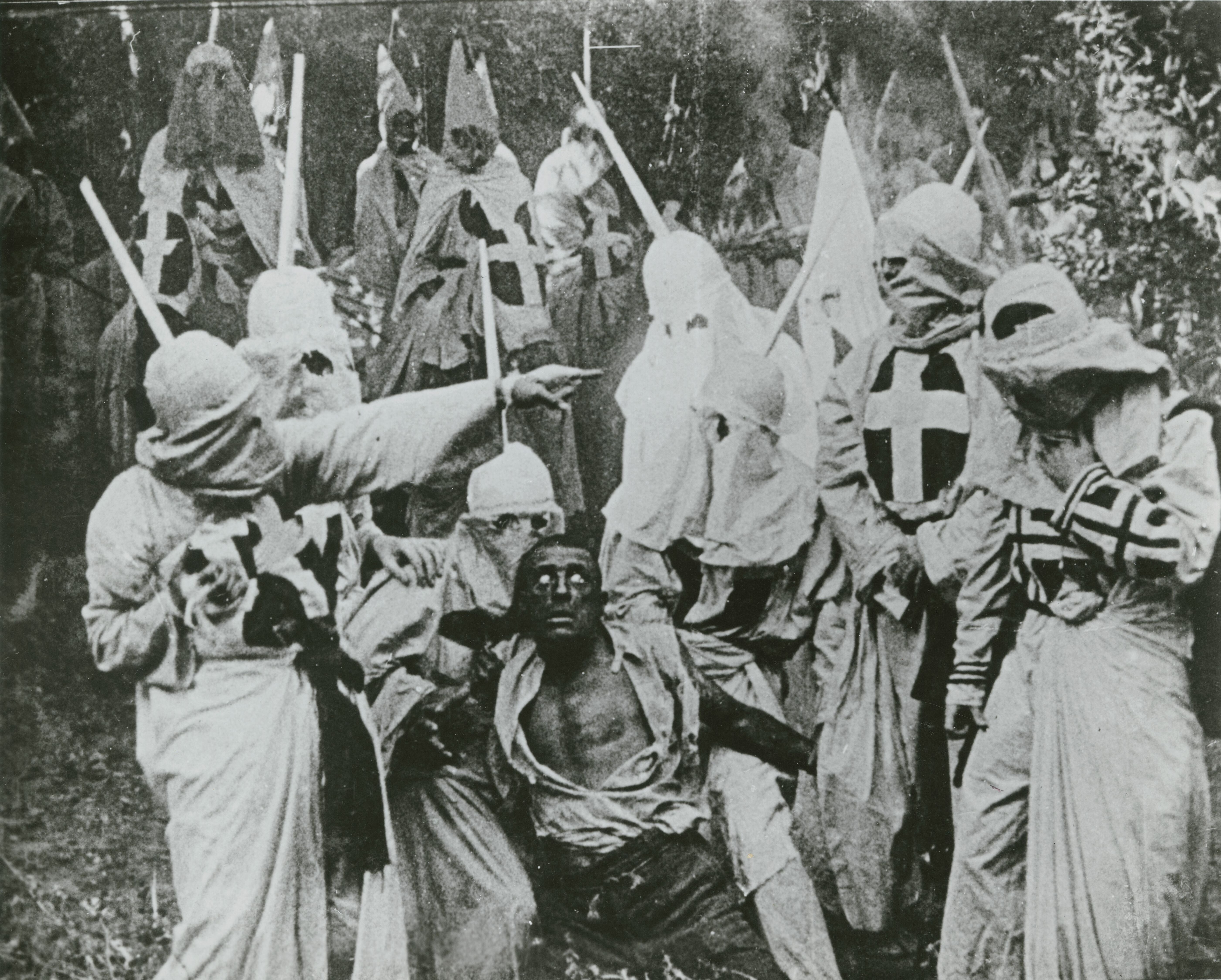
Escena de El nacimiento de una nación-Componentes del Klan capturan a Gus, interpretado por Walter Long

Nacido en Nashua (Nuevo Hampshire), se inició en el cine en la década de 1910. A lo largo de su carrera actuó en muchas películas de D. W. Griffith, destacando entre ellas El nacimiento de una nación (1915), en la que encarnaba a Gus, un afroestadounidense, con la cara maquillada de negro, e Intolerancia (1916).
Long también actuó con Rodolfo Valentino en tres filmes en los primeros años veinte, aunque es más recordado por sus papeles de villano cómico en varias cintas de Stan Laurel y Oliver Hardy en la década de 1930.
Al principio de su carrera cinematográfica, Long se casó con Luray Huntley, una de las intérpretes de la compañía de actores de D.W. Griffith. Ella falleció en 1918, a los 28 años de edad, a causa de la gripe española.
Long sirvió en la Primera y en la Segunda Guerra Mundial, obteniendo el empleo de teniente coronel antes de ser licenciado con honores al finalizar la segunda contienda.
Walter Long falleció a causa de un ataque al corazón en 1952 en Los Ángeles, California. Fue enterrado en el Cementerio Hollywood Forever de Hollywood, California.

## Selección de su filmografía
| Año  | Título                                            | Género          | Papel                 | Observaciones                                               |  |
| ---- | ------------------------------------------------- | --------------- | --------------------- | ----------------------------------------------------------- |  |
| 1910 | The Fugitive                                      | drama           |                       |                                                             |  |
| 1911 | The Primal Call                                   | drama           |                       | corto                                                       |  |
| 1911 | Bobby, the Coward                                 | drama           |                       |                                                             |  |
| 1912 | The Girl and Her Trust                            | drama           | Pretendiente de Grace |                                                             |  |
| 1912 | The Painted Lady                                  | drama           |                       | corto                                                       |  |
| 1912 | The Musketeers of Pig Alley                       | drama           |                       | Acreditado como el primer film de gánsteres de la historia. |  |
| 1913 | The Deerslayer                                    | drama           |                       |                                                             |  |
| 1913 | Traffic in Souls                                  | drama           | Policía               |                                                             |  |
| 1914 | The Broken Bottle                                 | drama           |                       |                                                             |  |
| 1914 | The Life of General Villa                         | Acción-drama    | Oficial federal       | Pancho Villa, como él mismo                                 |  |
| 1914 | Home, Sweet Home                                  | drama           | como él mismo         | Biográfica                                                  |  |
| 1914 | The Escape                                        | drama           |                       | Considerado un film perdido.                                |  |
| 1914 | Dan Morgan's Way                                  | drama           |                       |                                                             |  |
| 1914 | Blue Pete's Escape                                | Western         |                       |                                                             |  |
| 1914 | The Avenging Conscience: or "Thou Shalt Not Kill" | drama           | Detective             | Basado en El corazón delator.                               |  |
| 1914 | Where the Mountains Meet                          |                 | como él mismo         |                                                             |  |
| 1914 | The Revenue Officer's Deputy                      | drama           | Bruner                |                                                             |  |
| 1914 | Ethel Has a Steady                                | Comedia         |                       |                                                             |  |
| 1914 | Bobby's Medal                                     | drama           |                       |                                                             |  |
| 1915 | El nacimiento de una nación                       | drama           | Gus                   |                                                             |  |
| 1915 | Martyrs of the Alamo                              |                 | Santa Anna            |                                                             |  |
| 1915 | The Highbinders                                   | género criminal |                       | corto                                                       |  |
| 1915 | Little Marie                                      |                 |                       |                                                             |  |
| 1916 | Daphne and the Pirate                             |                 |                       |                                                             |  |
| 1916 | Sold for Marriage                                 |                 |                       |                                                             |  |
| 1916 | Intolerancia                                      | drama           | Mosquetero            |                                                             |  |
| 1916 | Joan the Woman                                    |                 |                       |                                                             |  |
| 1917 | The Evil Eye                                      |                 | Mexican Joe           |                                                             |  |
| 1917 | A Romance of the Redwoods                         |                 |                       |                                                             |  |
| 1917 | The Woman God Forgot                              |                 |                       |                                                             |  |
| 1921 | The Sheik                                         |                 |                       |                                                             |  |
| 1922 | My American Wife                                  |                 |                       |                                                             |  |
| 1922 | Moran of the Lady Letty                           |                 |                       |                                                             |  |
| 1922 | Shadows                                           |                 |                       |                                                             |  |
| 1922 | Sangre y arena                                    |                 |                       |                                                             |  |
| 1922 | Omar the Tentmaker                                |                 |                       |                                                             |  |
| 1923 | His Great Chance                                  |                 |                       |                                                             |  |
| 1923 | The Shock                                         |                 |                       |                                                             |  |
| 1924 | White Man                                         |                 |                       |                                                             |  |
| 1925 | The Lady                                          | drama           | Blackie               |                                                             |  |
| 1926 | Jim, the Conqueror                                | Western         |                       |                                                             |  |
| 1927 | The Yankee Clipper                                |                 | Portuguese Joe        |                                                             |  |
| 1928 | Gang War                                          |                 |                       |                                                             |  |
| 1929 | The Black Watch                                   |                 |                       |                                                             |  |
| 1931 | The Maltese Falcon                                |                 | Miles Archer          |                                                             |  |
| 1931 | Pardon Us                                         | comedia         | The Tiger             | Film de Stan Laurel y Oliver Hardy                          |  |
| 1932 | Any Old Port!                                     | comedia         | Mugsie Long           | Corto de Stan Laurel y Oliver Hardy                         |  |
| 1932 | Soy un fugitivo                                   | drama criminal  | Blacksmith            | sin créditos                                                |  |
| 1934 | Going Bye-Bye!                                    | comedia         | Butch Long            | Corto de Stan Laurel y Oliver Hardy                         |  |
| 1934 | The Live Ghost                                    | comedia]]       | Capitán               | Corto de Stan Laurel y Oliver Hardy                         |  |
| 1934 | Three Little Pigskins                             | comedia         | Joe Stacks            | Film de Los tres chiflados                                  |  |
| 1937 | Pick a Star                                       |                 |                       |                                                             |  |
| 1939 | Unión Pacífico                                    |                 |                       |                                                             |  |
| 1940 | Dark Command                                      |                 |                       |                                                             |  |
| 1948 | No More Relatives                                 | comedia         | Joe                   | Corto de Edgar Kennedy                                      |  |